# فهد الجيزاني (لاعب كرة قدم مواليد 2003)
فهد مصطفى الجيزاني مواليد 7 سبتمبر 2003 في السعودية، هو لاعب كرة قدم سعودي يلعب لنادي الباطن.

## مسيرة اللاعب
لعب في الفئات السنية في نادي الوحدة وصعد للفريق الأول مطلع عام 2023 وانتقل إلى رديف نادي الخليج في عام 2023 وانتقل إلى نادي الباطن في عام 2024.

## روابط خارجية
- فهد الجيزاني على موقع قاعدة بيانات كرة القدم.إي يو (الإنجليزية)
- فهد الجيزاني على موقع Soccerway.com (الإنجليزية)